# Ahmed Laraki

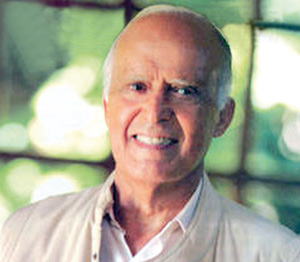
Ahmed Laraki (2008)

Ahmed Moulay Laraki (Arabisch: أحمد العراقي, Aḥmad al-ʿArāqī (Casablanca, 15 oktober 1931 – aldaar, 2 november 2020) was een Marokkaans politicus. 
Laraki was arts van opleiding. Hij was in twee verschillende regeringen minister van buitenlandse zaken. In oktober 1969 werd hij premier van zijn land na een kabinetswijziging en hij bleef dit tot augustus 1971.
- Gemeinsame Normdatei: 1176491156
- Virtual International Authority File: 6266154923754263780009
- WorldCat: E39PBJt8dXt9FC3MR3xpJp8pyd